# Sejm obozowy
Sejm obozowy (rokoszowy) – jeden z rodzajów sejmu walnego, na którym szlachta starała się wymusić od monarchy cofnięcia swojej decyzji.
Znane sejmy obozowe:
- Czerwińsk – 1422 r.
- Cerekwica (obozowy sejm prowincjonalny szlachty wielkopolskiej) – 1454 r.
- Opoki (obozowy sejm prowincjonalny szlachty małopolskiej) – 1454 r.[1]

W XVI wieku sejm obozowy odbył się tylko raz, w roku 1520, w czasie pospolitego ruszenia. Szlachta zebrała się wówczas na sejmiki i wybrała posłów, a same obrady odbywały się już tak, jak na każdym innym sejmie.